# Makemo
Makemo (Rangi-kemo vagy Te Paritua) egy atoll a Dél-Csendes-óceánon. A terület politikailag Francia Polinéziához tartozik. Makemo a Tuamotu-szigetek egyik alcsoportjának, a Raeffsky-szigeteknek a része. A Raeffsky szigetcsoport a Tuamotu szigetcsoport központi részén található. Makemo a Reffsky-szigetek északnyugati részén található, Tahititől 564 km-re keletre. A szabálytalan, elnyújtott alakú atoll hosszúsága 69 km, szélessége 16,5 km, a területe 56 km². 845 km²-es lagúnájába az óceánból két tengerszoroson át lehet bejutni, nyugaton és az északi Arikitamiro szoros.
A sziget fő települése az Arikitamiro tengerszoros mellett lévő Pouheva, amelynek lakossága hozzávetőleg 600 fő. A lakosság főleg halászatból, gyöngyház tenyésztésből él.
Makemo szigetén van egy 25 méter magas, látogatható világítótorony, amelynek nem ismert az építési dátuma.

## Története
Makemo atollt a nyugat számára John Turnbull és John Buyers angol hajósok fedezték fel, akik 1803. március 10-én szálltak partra. Az atollnak a "Philips's Island" nevet adták — Sir Richard Phillips tűzoltó emlékére. 1820. július 15-én Fabian Gottlieb von Bellingshausen orosz világutazó járt a szigeten.
Makemo atollon született a Moeava névre hallgató polinéziai hős.
A 19. században Makemo francia gyarmattá vált, amelyen ekkor közel 250 ember élt (1850 környékén).

## Közigazgatás
Makemo az önkormányzati település központja. Hozzá tartozik Katiu, Raroia, Takume, Taenga, Nihiru atollok és a lakatlan Haraiki, Észak-Marutea, Tuanake, Hiti, Dél-Tepoto atollok. A közigazgatási terület lakossága 1422 fő (2007).

## Gazdaság
A tengerszorosok melletti területeken a búvárkodás fejlődésével jelentősen fejlődött Makemo szigetén a turizmus. A kopra termesztés és a gyöngyház tenyésztés mellett a turizmus ma a leghúzóbb gazdasági ágazat az atollon. A 11 atollból álló Makemo önkormányzati település (commune) aktív adminisztrációs élete elegendő munkát biztosít a helyi lakosság számára.
1976-ban adták át Makemo atoll kis repülőterét, amelyen a kifutópálya hossza 1,5 km.

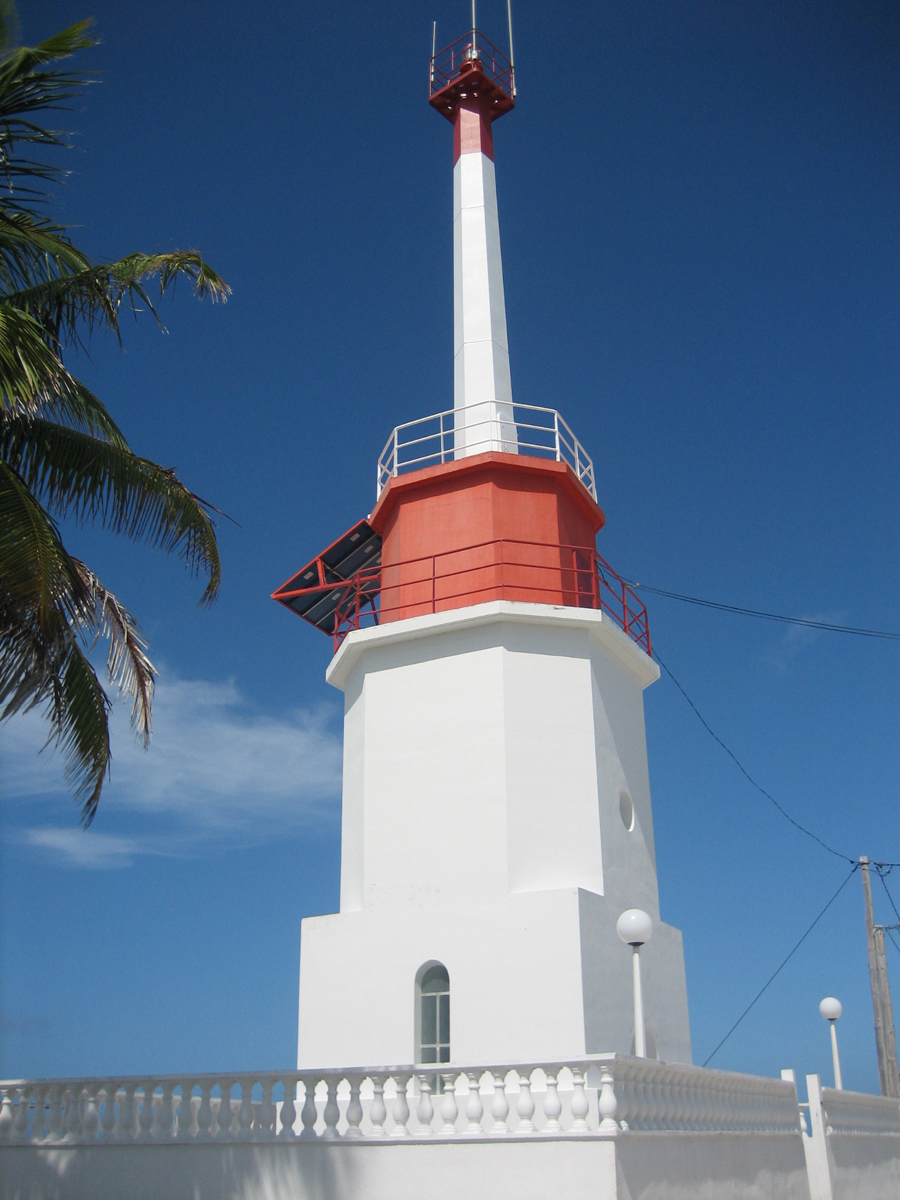
A makemoi világítótorony
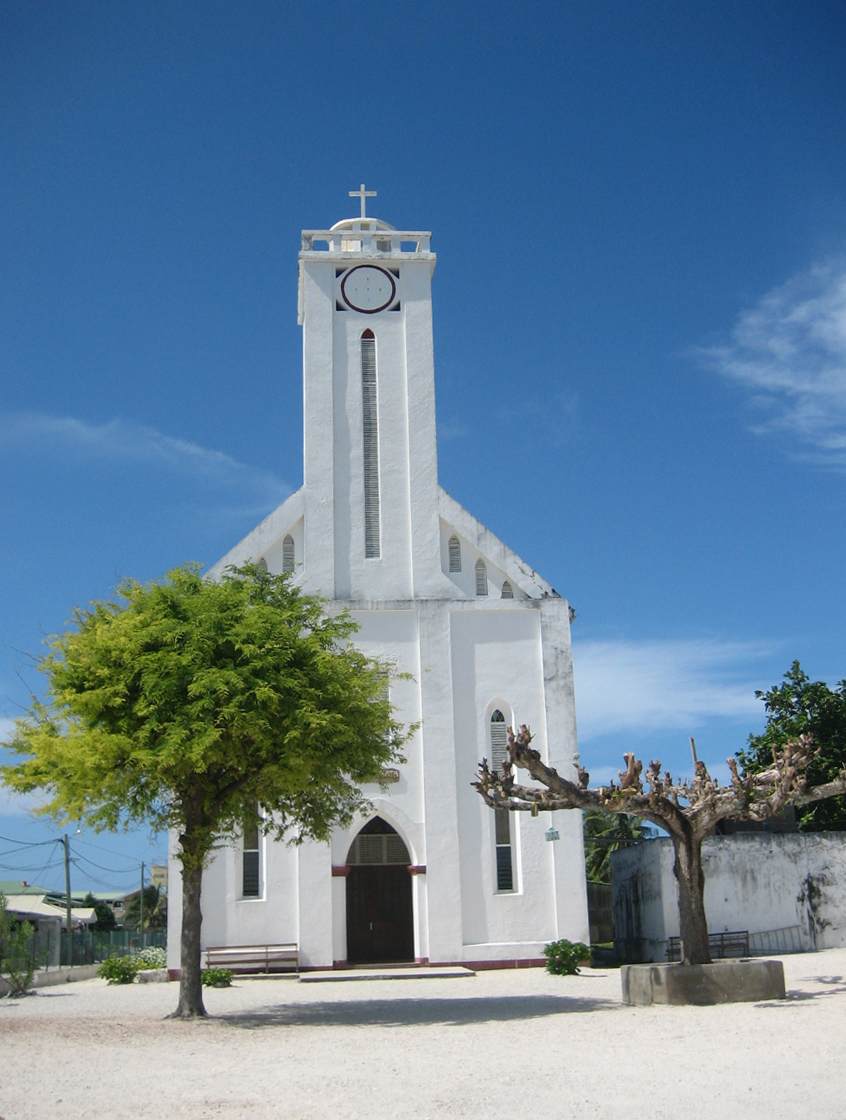
A makemoi templom
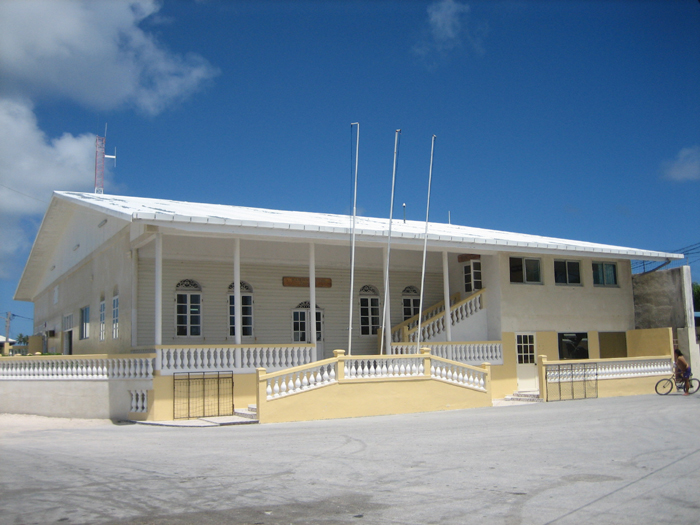
Makemo városháza és rendőrségi épülete
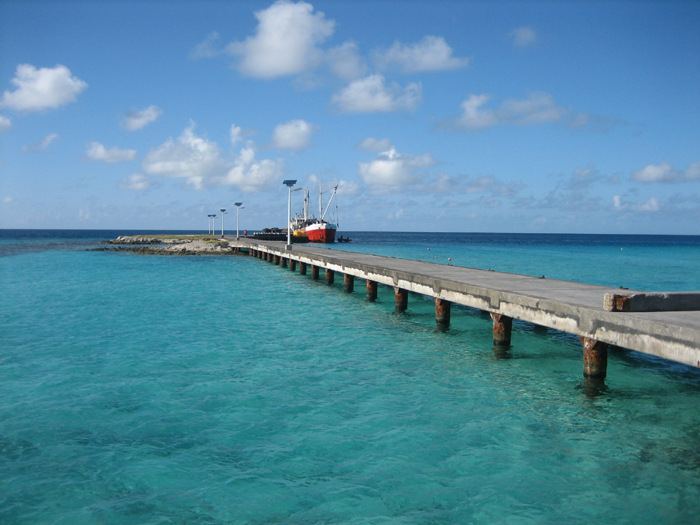
Makemo kikötője
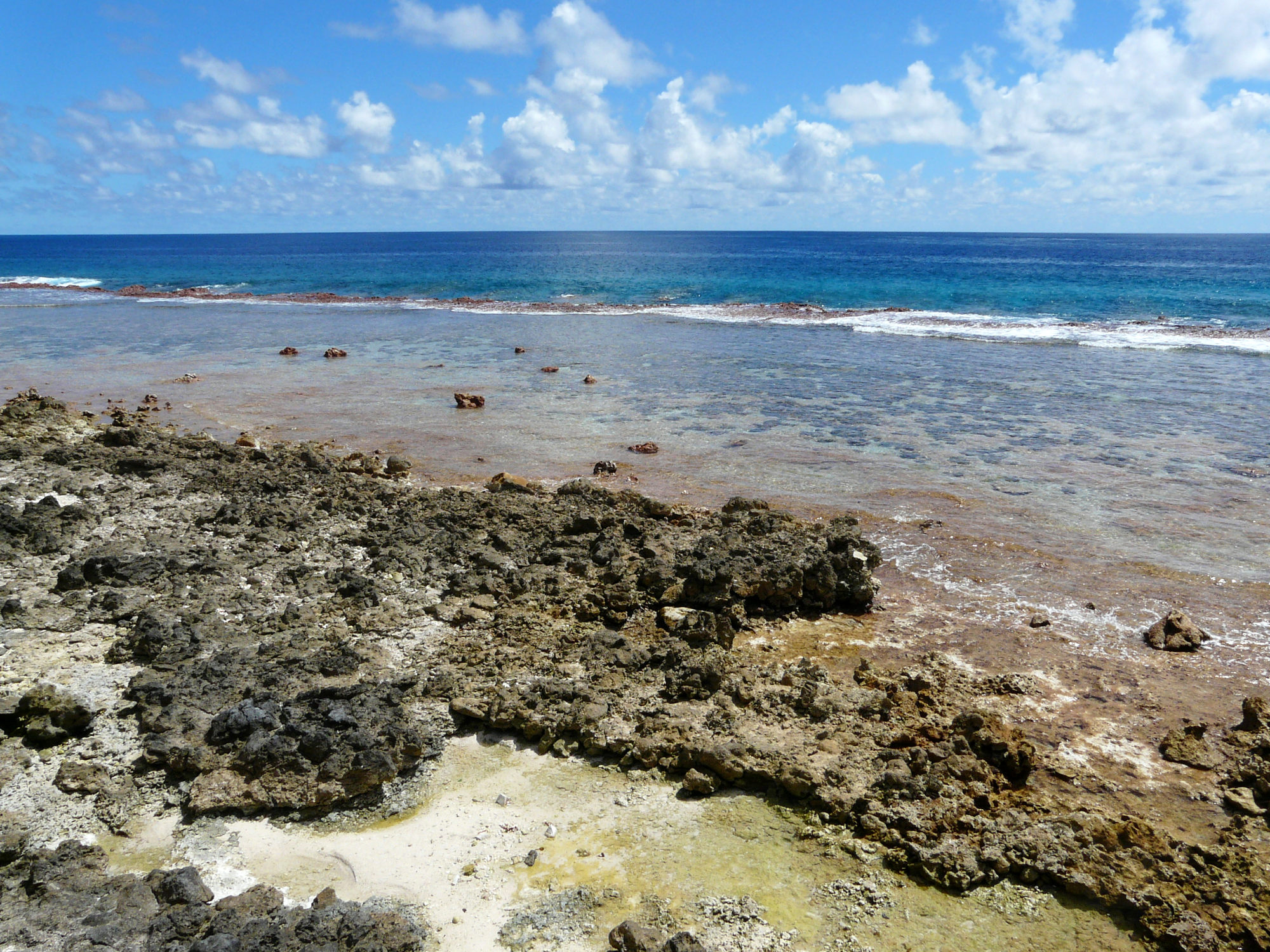
Korallképződmény Makemo óceánpartján

## További információ
- Atoll lista (franciául) Archiválva 2007. február 28-i dátummal a Wayback Machine-ben